# مشکل خوش‌شانس
مشکل خوش‌شانس (روسی: Выкрутасы) یک فیلم در ژانر کمدی و کمدی رمانتیک به کارگردانی لوان گابریادزه است که در سال ۲۰۱۱ منتشر شد. از بازیگران آن می‌توان به کنستانتین خابنسکی، میلا یوویچ، سرگئی گارماش، و ولادیمیر منشوف اشاره کرد.